# Alipurduar Railway Junction
Alipurduar Railway Junction è una suddivisione dell'India, classificata come census town, di 15.895 abitanti, situata nel distretto di Jalpaiguri, nello stato federato del Bengala Occidentale. In base al numero di abitanti la città rientra nella classe IV (da 10.000 a 19.999 persone).

## Geografia fisica
La città è situata a 26° 31' 31 N e 89° 32' 37 E.

## Società

### Evoluzione demografica
Al censimento del 2001 la popolazione di Alipurduar Railway Junction assommava a 15.895 persone, delle quali 8.131 maschi e 7.764 femmine. I bambini di età inferiore o uguale ai sei anni assommavano a 1.318, dei quali 671 maschi e 647 femmine. Infine, coloro che erano in grado di saper almeno leggere e scrivere erano 12.660, dei quali 6.863 maschi e 5.797 femmine.